# Фредрік Семб Берге
Фредрік Семб Берге (норв. Fredrik Semb Berge, нар. 6 лютого 1990, Шієн) — норвезький футболіст, що грав на позиції захисника.
Виступав за клуби «Одд», «Брондбю» та «Молде», а також національну збірну Норвегії.

## Клубна кар'єра
Народився 6 лютого 1990 року в місті Шієн. Вихованець юнацьких команд футбольних клубів «Сторм» та «Одд Гренланд».
Він дебютував за першу команду «Одда» в матчі Першого дивізіону проти «Генефосса» 4 жовтня 2008 року, і в цілому тричі зіграв до кінця 2008 року, допомігши команді посісти перше місце та вийти до елітного дивізіону. 9 травня 2009 року в матчі проти «Бранна» він дебютував у Тіппелізі. 25 липня 2010 року в поєдинку проти «Стремсгодсета» Фредрік забив свій перший гол у чемпіонаті за «Одд». З сезону 2010 року став основним гравцем, виступаючи у парі в центрі захисту з Мортеном Февангом. Всього у рідній команді Берге провів сім сезонів, взявши участь у 92 матчах чемпіонату. Після кількох вдалих сезонів гравця хотів купити «Молде» напередодні сезону 2013 року, але клуби не зійшлися в ціні, після того як пропозиція в 2 мільйони крон була відхилена. Даг-Ейлев Фагермо, головний тренер «Одда», заявив, що гравець коштує як мінімум 10 млн. крон.
30 червня 2014 року Семб Берге перейшов у данський «Брондбю», підписавши контракт на чотири роки. 20 липня в матчі проти «Мідтьюлланна» він дебютував у Суперлізі, а 31 серпня у поєдинку проти «Норшелланна» Фредрік забив свій перший гол за «Брондбю». Тим не менш у Данії Фредрік закріпитись не зумів, провівши лише сім ігор за в Суперлізі, а також дві гри в кваліфікації Ліги Європи та одну гру в кубку, через що протягом сезону 2015 року грав на правах оренди за «Молде».
На початку 2016 року захисник повернувся до рідного клубу «Одд», за який відіграв ще 4 сезони. Завершив професійну кар'єру футболіста виступами за команду «Одд» в кінці 2020 року.

## Виступи за збірні
2005 року дебютував у складі юнацької збірної Норвегії (U-15), загалом на юнацькому рівні взяв участь у 8 іграх, відзначившись одним забитим голом.
Протягом 2010—2013 років залучався до складу молодіжної збірної Норвегії, з якою був учасником молодіжного чемпіонату Європи 2013 року в Ізраїлі. На турнірі Фредрік зіграв у трьох матчах і у поєдинку проти англійців (3:1) забив гол, а його команда дійшла до півфіналу. Всього на молодіжному рівні зіграв у 13 офіційних матчах, забив 1 гол.
8 січня 2013 року дебютував в офіційних матчах у складі національної збірної Норвегії в товариському матчі проти збірної ПАР (1:0). Загалом протягом того року провів у формі головної команди 3 матчі, після чого за збірну не грав.

## Статистика виступів

### Статистика клубних виступів
| Сезон             | Клуб              | Чемпіонат         | Чемпіонат | Чемпіонат | Національний кубок | Національний кубок | Національний кубок | Континентальні кубки | Континентальні кубки | Континентальні кубки | Суперкубки | Суперкубки | Суперкубки | Усього | Усього |
| Сезон             | Клуб              | Ліга              | Ігор      | Голів     | Ліга               | Ігор               | Голів              | Ліга                 | Ігор                 | Голів                | Ліга       | Ігор       | Голів      | Ігор   | Голів  |
| ----------------- | ----------------- | ----------------- | --------- | --------- | ------------------ | ------------------ | ------------------ | -------------------- | -------------------- | -------------------- | ---------- | ---------- | ---------- | ------ | ------ |
| 2008              | «Одд»             | 1Д (ІІ)           | 3         | 0         | КН                 | 0                  | 0                  | -                    | -                    | -                    | -          | -          | -          | 3      | 0      |
| 2009              | «Одд»             | ЕС                | 5         | 0         | КН                 | 4                  | 1                  | -                    | -                    | -                    | -          | -          | -          | 9      | 1      |
| 2010              | «Одд»             | ЕС                | 20        | 2         | КН                 | 5                  | 0                  | -                    | -                    | -                    | -          | -          | -          | 25     | 2      |
| 2011              | «Одд»             | ЕС                | 12        | 0         | КН                 | 0                  | 0                  | -                    | -                    | -                    | -          | -          | -          | 12     | 0      |
| 2012              | «Одд»             | ЕС                | 21        | 1         | КН                 | 3                  | 0                  | -                    | -                    | -                    | -          | -          | -          | 24     | 1      |
| 2013              | «Одд»             | ЕС                | 23        | 2         | КН                 | 2                  | 0                  | -                    | -                    | -                    | -          | -          | -          | 25     | 2      |
| січ.-лип. 2014    | «Одд»             | ЕС                | 11        | 0         | КН                 | 1                  | 0                  | -                    | -                    | -                    | -          | -          | -          | 12     | 0      |
| 2014-лют. 2015    | «Брондбю»         | СЛ                | 7         | 1         | КД                 | 0                  | 0                  | ЛЄ                   | 2                    | 0                    | -          | -          | -          | 9      | 1      |
| 2015              | «Молде»           | ЕС                | 10        | 1         | КН                 | 2                  | 0                  | ЛЧ+ЛЄ                | 0                    | 0                    | -          | -          | -          | 12     | 1      |
| 2016              | «Одд»             | ЕС                | 24        | 5         | КН                 | 1                  | 0                  | ЛЄ                   | 2                    | 0                    | -          | -          | -          | 27     | 5      |
| 2017              | «Одд»             | ЕС                | 18        | 1         | КН                 | 1                  | 0                  | ЛЄ                   | 6                    | 0                    | -          | -          | -          | 25     | 1      |
| 2018              | «Одд»             | ЕС                | 5         | 0         | КН                 | 0                  | 0                  | -                    | -                    | -                    | -          | -          | -          | 5      | 0      |
| 2019              | «Одд»             | ЕС                | 25        | 0         | КН                 | 2                  | 0                  | -                    | -                    | -                    | -          | -          | -          | 27     | 0      |
| 2020              | «Одд»             | ЕС                | 0         | 0         | -                  | -                  | -                  | -                    | -                    | -                    | -          | -          | -          | 0      | 0      |
| Усього за «Одд»   | Усього за «Одд»   | Усього за «Одд»   | 154       | 11        |                    | 19                 | 1                  |                      | 8                    | 0                    |            | -          | -          | 191    | 12     |
| Усього за кар'єру | Усього за кар'єру | Усього за кар'єру | 181       | 13        |                    | 21                 | 1                  |                      | 10                   | 0                    |            | -          | -          | 212    | 14     |

### Статистика виступів за збірну
| Дата       | Місто     | Господарі | Результат | Гості    | Турнір           | Голи | Примітки |
| ---------- | --------- | --------- | --------- | -------- | ---------------- | ---- | -------- |
| 09/01/2013 | Кейптаун  | ПАР       | 0 – 1     | Норвегія | товариський матч | -    |          |
| 12/01/2013 | Ндола     | Замбія    | 0 – 0     | Норвегія | товариський матч | -    |          |
| 14/08/2013 | Стокгольм | Швеція    | 4 – 2     | Норвегія | товариський матч | -    |          |
| Усього     |           | Матчів    | 3         |          | Голів            | 0    |          |